# Mathilde Hylleberg
Mathilde Hylleberg (født 1. december 1998 i Struer, Danmark) er en dansk håndboldspiller, der spiller for Holstebro Håndbold og tidligere det danske landshold. Hun stoppede karrieren i 2020 som 21-årig på grund af manglende motivation, men vendte tilbage til håndbolden i 2022, da hun skrev en 1-årig kontrakt med sin tidligere klub Holstebro Håndbold.